# كأس الخليج لكرة القدم للأندية 2008
بدأت بطولة كأس الخليج للأندية 2008/2009 في يوم 19 أغسطس 2008، وقد شارك في البطولة 9 فرق بعد انسحاب فرق الإمارات ونادي الخريطيات من قطر، وقد قسمت الفرق إلى مجموعتين بنظام التجمع، واستضاف نادي الخور القطري المجموعة الأولى ونادي الأهلي السعودي المجموعة الثانية.

## الفرق المشاركة
- نادي الأهلي السعودي
- نادي الخور القطري
- نادي السالمية الكويتي
- نادي ظفار العماني
- نادي القادسية الكويتي
- نادي المحرق البحريني
- نادي النجمة البحريني
- نادي النصر السعودي
- نادي النهضة العماني

## دور المجموعات

### المجموعة الأولى
| الفريق   | لعب | فوز | تعادل | خسارة | له | عليه | الفارق | النقاط |
| -------- | --- | --- | ----- | ----- | -- | ---- | ------ | ------ |
| القادسية | 4   | 3   | 1     | 0     | 11 | 1    | +10    | 10     |
| النصر    | 4   | 2   | 1     | 1     | 5  | 3    | +2     | 7      |
| المحرق   | 4   | 1   | 3     | 0     | 4  | 2    | +2     | 6      |
| الخور    | 4   | 0   | 2     | 2     | 3  | 10   | -7     | 2      |
| النهضة   | 4   | 0   | 1     | 3     | 2  | 9    | -7     | 1      |

| نادي القادسية الكويتي | 0:1 | نادي النصر السعودي |
| --------------------- | --- | ------------------ |
| سليم بن عاشور         |     |                    |

| نادي المحرق          | 0:2 | نادي النهضة العماني |
| -------------------- | --- | ------------------- |
| ريكو عبد الله الدخيل |     |                     |

| نادي القادسية الكويتي                          | 0:5 | نادي الخور |
| ---------------------------------------------- | --- | ---------- |
| بدر المطوع سليم بن عاشور بدر المطوع صالح الشيخ |     |            |

| نادي المحرق | 0:0 | نادي النصر السعودي |
| ----------- | --- | ------------------ |
|             |     |                    |

| نادي الخور | 1:1 | نادي النهضة العماني |
| ---------- | --- | ------------------- |
| مهدي كريم  |     | منصور النعيمي       |

| نادي القادسية الكويتي | 1:1 | نادي المحرق |
| --------------------- | --- | ----------- |
| بدر المطوع            |     | ريكو        |

| نادي النهضة العماني  | 0:5 | نادي النصر السعودي      |
| -------------------- | --- | ----------------------- |
| سالم بن جمعة الشامسي |     | محمد الشهراني ريان بلال |

| نادي الخور           | 1:1 | نادي المحرق     |
| -------------------- | --- | --------------- |
| عبد الله سعد الكواري |     | عبد الله الدخيل |

| نادي القادسية الكويتي             | 0:4 | نادي النهضة العماني |
| --------------------------------- | --- | ------------------- |
| مساعد ندا أحمد البلوشي بدر المطوع |     |                     |

| نادي النصر السعودي                      | 1:3 | نادي الخور  |
| --------------------------------------- | --- | ----------- |
| محمد الشهراني إلتون خوسيه محمد الشهراني |     | فابريس سوزا |

### المجموعة الثاني
| الفريق   | لعب | فوز | تعادل | خسارة | له | عليه | الفارق | النقاط |
| -------- | --- | --- | ----- | ----- | -- | ---- | ------ | ------ |
| الأهلي   | 3   | 2   | 1     | 0     | 5  | 1    | +4     | 7      |
| السالمية | 3   | 2   | 0     | 1     | 6  | 5    | +1     | 6      |
| ظفار     | 3   | 1   | 0     | 2     | 4  | 7    | -3     | 3      |
| النجمة   | 3   | 0   | 1     | 2     | 2  | 4    | -2     | 1      |

| نادي ظفار | 0:1 | نادي النجمة البحريني |
| --------- | --- | -------------------- |
| فهد نصيب  |     |                      |

| نادي الأهلي السعودي | 0:1 | نادي السالمية |
| ------------------- | --- | ------------- |
| صاحب العبد الله     |     |               |

| نادي الأهلي السعودي | 0:0 | نادي النجمة البحريني |
| ------------------- | --- | -------------------- |
|                     |     |                      |

| نادي السالمية                               | 2:3 | نادي ظفار   |
| ------------------------------------------- | --- | ----------- |
| عبد الله البريكي بشار عبد الله نواف العتيبي |     | هاني الضابط |

| نادي السالمية           | 2:3 | نادي النجمة البحريني           |
| ----------------------- | --- | ------------------------------ |
| حمد الحربي صالح البريكي |     | حمد فيصل ناصر الهاجري في مرماه |

| نادي الأهلي                                             | 1:4 | نادي ظفار   |
| ------------------------------------------------------- | --- | ----------- |
| علاء ريشاني عبد الرحيم جيزاوي صاحب العبد الله محمد مسعد |     | حسين الحضري |

## الأدوار النهائية

### الدور النصف نهائي
الذهاب
| نادي السالمية                      | 4:3 | نادي القادسية الكويتي                                      |
| ---------------------------------- | --- | ---------------------------------------------------------- |
| بشار عبد الله فهد الرشيدي حمد حربي |     | سليم بن عاشور أحمد عجب مساعد ندا ناصر الهاجري خطأ في مرماه |

| نادي النصر السعودي | انتقلا إلى المباراة النهائية | نادي الأهلي السعودي |
| ------------------ | ---------------------------- | ------------------- |
|                    |                              |                     |

الإياب
| نادي السالمية | (ألغيت بسبب تجميد عضوية الاتحاد الكويتي) | نادي القادسية الكويتي |
| ------------- | ---------------------------------------- | --------------------- |
|               |                                          |                       |

| نادي الأهلي السعودي | انتقلا إلى المباراة النهائية | نادي النصر السعودي |
| ------------------- | ---------------------------- | ------------------ |
|                     |                              |                    |

### النهائي
الذهاب
| نادي الأهلي السعودي | 0:1 | نادي النصر السعودي |
| ------------------- | --- | ------------------ |
| حسن الراهب          |     |                    |

الإياب
| نادي النصر السعودي | 2:0 | نادي الأهلي السعودي    |
| ------------------ | --- | ---------------------- |
|                    |     | حسن الراهب بدر الخراشي |

## الهداف
6 أهداف
- بدر المطوع

3 أهداف
- محمد الشهراني
- سليم بن عاشور
- حمد حربي

هدفين
- هاني الضابط
- صاحب العبد الله
- عبد الله الدخيل
- ريكو
- بشار عبد الله
- مساعد ندا

هدف
- نواف العتيبي
- محمد مسعد
- مهدي كريم
- عبد الله سعد الكواري
- إلتون خوسيه
- ريان بلال
- منصور النعيمي
- فهد نصيب
- علاء ريشاني
- حسين الحضري
- فابريس سوزا
- عبد الرحيم جيزاوي
- حمد فيصل
- عبد الله البريكي
- سالم بن جمعة الشامسي
- صالح البريكي
- أحمد البلوشي
- صالح الشيخ
- فهد الرشيدي
- أحمد عجب

### هدف في مرمى فريقه
- ناصر الهاجري هدفين (نادي السالمية × نادي النجمة البحريني 2:3 في 22 أغسطس 2008) (نادي السالمية × نادي القادسية الكويتي 4:3 في 19 أكتوبر 2008).